# Cazul genitiv
În gramatică, genitivul este un caz care exprimă, în sensul cel mai larg, faptul că un obiect (în sens larg) este în raport cu alt obiect. În modul cel mai tipic, genitivul exprimă un raport de posesie, este cazul în care stă posesorul, dar limbile în care există variază foarte mult în privința a ceea ce poate exprima.
Gradul de folosire a cazului genitiv poate fi privit în perspectivă diacronică (în devenirea sa istorică într-o anumită limbă) și în perspectivă sincronică (referitoare la starea actuală a limbii), comparând limbile între ele. În limbile indoeuropene vechi, care se caracterizau printr-un grad înalt de sintetism, genitivul era foarte activ, dar în urmașele lor se observă diferențe foarte mari în această privință, din cauza evoluției mai accentuate spre analitism a unora față de altele. Genitivul este foarte activ în majoritatea limbilor slave, dar este mai redus în limba germană, de exemplu, folosit în mod redus și în concurență cu un procedeu analitic în limba engleză.
În cazul limbilor romanice, dacă în limba latină, genitivul era cazul posesorului exprimat prin desinență a substantivului, a adjectivului și a pronumelor, ex. liber Petri „cartea lui Petrus”, în limba română s-a păstrat la articole, pronume și parțial la substantiv și adjectiv, iar în celelalte limbi romanice, de exemplu franceza, a dispărut total.
În funcție de limbă, cuvântul la genitiv se folosește cu sau fără prepoziție, existând prepoziții care cer genitivul.

## Valorile principale ale genitivului
Genitivul are diferite valori în funcție de relația semantică a cuvântului la acest caz cu cuvântul cu care este în relație. Unele din aceste valori sunt comune mai multor limbi. Astfel, se disting:
- Genitivul posesiv se poate recunoaște prin transformarea sintagmei sale într-o propoziție în care cuvântul la genitiv devine subiect, predicatul este verbul „a avea”, iar obiectul posedat devine complement direct:
  - ro  hanul lui Gorașcu Haramir (Mihail Sadoveanu);
  - cnr  sestra mojega prijatelja „sora prietenului meu”.
- Genitivul subiectiv este al cuvântului care îl denumește pe cel care efectuează acțiunea denumită de determinatul său, deci cuvântul la genitiv devine subiect într-o propoziție rezultată din transformarea sintagmei inițiale[1]:
  - ro  plecarea măriei-sale (M. Sadoveanu);
  - cnr  povratak ratnika „întoarcerea războinicului”.
- Genitivul obiectiv exprimă obiectul acțiunii exprimate de determinatul cuvântului, cuvântul la genitiv devenind complement direct în propoziția în care poate fi transformată sintagma inițială:
  - ro  strângătorii haraciului – (M. Sadoveanu);
  - cnr  gradnja bolnice „construirea spitalului”.
- Genitivul partitiv este cel în care stă cuvântul ce denumește obiecte sau o materie a căror cantitate este exprimată de către determinat, acesta fiind, în funcție de limbă, un substantiv sau un adverb ce exprimă cantitatea, ori un numeral:
  - ro  majoritatea colegilor;
  - de  die Hälfte meines Kuchens „jumătate din prăjitura mea”;
  - cnr  mnoštvo prolaznika „majoritatea trecătorilor”, malo vremena „puțin timp” (determinat adverb), litar mlijeka „un litru de lapte”, sedam pitanja „șapte întrebări” (determinat numeral).

## În limba română
Româna este singura limbă romanică în care s-a păstrat o declinare relativ redusă, cazul genitiv fiind exprimat prin desinențe. Dintre acestea doar trei sunt purtate de substantiv și de adjectivul cu funcție de atribut, anume cele de genitiv singular ale femininelor:
- -e pentru cele terminate la nominativ singular în -ă: fetițe;
- -i (pronunțat [ʲ]) pentru cele în -e și unele în -ă: pâini, țări;
- -le pentru puținele substantive terminate în -a: basmale.

Aceste desinențe nu sunt numai ale genitivului singular. Ele se găsesc și la dativ singular, precum și la nominativ, genitiv și dativ plural.
Forme de genitiv (tot comune cu dativul) au și alte părți de vorbire. Cele ale determinanților abstracți servesc și la exprimarea funcțiilor specifice genitivului cu substantive care nu au desinență de genitiv, dar și cele care au desinență exprimă genitivul numai împreună cu un determinant abstract la genitiv. Exemple:
| Parte de vorbire                     | Masculin și neutru singular  | Feminin singular       | Plural                            |
| ------------------------------------ | ---------------------------- | ---------------------- | --------------------------------- |
| articol hotărât                      | ariciului, lui Radu, numelui | învățătoarei           | aricilor, numelor, învățătoarelor |
| articol nehotărât                    | unui arici, unui nume        | unei învățătoare       | unor arici/nume/învățătoare       |
| articol posesiv                      | –                            | –                      | alor mei                          |
| articol demonstrativ                 | celui harnic                 | celei harnice          | celor harnici/harnice             |
| numeral                              | unui(a)                      | unei(a)                | –                                 |
| pronume personal                     | lui                          | ei                     | lor                               |
| adjectiv posesiv                     | –                            | colegei mele/tale/sale | –                                 |
| pronume/adjectiv demonstrativ        | acestui(a)                   | acestei(a)             | acestor(a)                        |
| pronume/adjectiv interogativ/relativ | cărui(a)                     | cărei(a)               | căror(a)                          |
| pronume/adjectiv nehotărât           | altui(a)                     | altei(a)               | altor(a)                          |

Dacă substantivul are atribut adjectival, care poate fi postpus sau antepus substantivului, numai primul termen primește determinantul abstract, ex. fetiței frumoase / frumoasei fetițe.
Fără a avea categoria genului și a numărului, au formă de genitiv și pronumele interogativ cine? (cui?), și pronumele negativ nimeni: nimănui.
Forma cazului genitiv al substantivelor și pronumelor include și articolul posesiv, dacă acestea au funcția de nume predicativ („Povestea-i a ciocanului ce cade pe ilău” – Mihai Eminescu) sau de atribut al unui substantiv cu articol nehotărât (o carte a mamei), ori și cu atribut adjectival: „albastrul șters al văzduhului” (Calistrat Hogaș).
În română există un singur caz în care relația de posesie se exprimă în mod total analitic, anume cel al posesorului exprimat prin substantiv precedat de numeral cardinal, atunci când atât posesorul, cât și obiectul posedat sunt nedeterminate sau nehotărâte. În această situație se folosește prepoziția a, ex. (un) părinte a trei copii.
În afara valorilor semantice amintite mai sus, în română mai există și genitivul denumirii (apa Bistriței) și cea de genitiv al superlativului: frumoasa frumoaselor (M. Sadoveanu).
Funcțiile sintactice ale cuvântului la genitiv sunt îndeplinite cu sau fără prepoziție. Fără prepoziție, funcția lor este cea principală, de atribut substantival ce răspunde la întrebările al/a/ai/ale cui? sau care?, și cea de nume predicativ (exemplele precedente).
Genitivul se folosește și cu prepoziții, precum și locuțiuni prepoziționale ce au la bază substantive care la origine sunt regente ale cuvântului la genitiv în calitate de atribut. Cu acestea se exprimă diferite complemente indirecte și circumstanțiale. Exemple:
- complement indirect: contra fulgerului (M. Eminescu);
- complemente circumstanțiale: deasupra unui zid (Otilia Cazimir) (de loc), din pricina alergăturilor (Liviu Rebreanu) (de cauză), cu ajutorul cărții (M. Eminescu) (instrumental), împotriva așteptărilor (Cezar Petrescu) (concesiv) etc.

## În limbile din diasistemul slav de centru-sud
Ca în majoritatea limbilor slave, și în cele din diasistemul slav de centru-sud (bosniacă, croată, muntenegreană, sârbă, pe scurt BCMS), declinarea este mult mai dezvoltată decât în română, și cazul genitiv este mai bine exprimat prin desinențe pe care le au substantivele, pronumele și adjectivele. Acestea din urmă au desinență de genitiv în toate cazurile când sunt atribute. Desinențele de genitiv regulate sunt:
- -a scurt, la singular, pentru substantivele masculine (jelena „cerbului”) și neutre (kola „roții”), precum și pentru adjectivele de formă scurtă, la masculin și neutru (zelena „verde”);
- -ā lung, la plural, pentru substantivele masculine (jelenā „cerbilor”), neutre (kolā „roților”) și feminine (ženā „femeilor”);
- -ē lung, la singular, pentru substantivele feminine (ženē „femeii”), adjectivele feminine cu formă scurtă (zelènē „verde”) și cu formă lungă (zèlenē „celei verzi”), ultimele două fiind diferențiate prin locul accentului;
- -ōg(a) sau -ēg(a) (în funcție de natura consoanei finale de rădăcină), la singular, pentru adjectivele cu formă lungă la masculin și neutru [zelenōg(a) „celui verde”, vrućēg(a) „celui fierbinte”];
- -īh, la plural, pentru adjective la toate genurile, cu formă scurtă (zelènīh „celor verzi”) și lungă (zèlenīh), diferențiate prin locul accentului.
- -i, la singular și plural, pentru substantivele feminine terminate la nominativ singular în consoană: stvari „lucrului”.

Toate pronumele au forme de genitiv asemănătoare cu cele ale adjectivelor. Numai cele personale au și forme specifice, folosite numai cu prepoziții: od mene „de la mine”, od tebe „de la tine”, od njega „de la el”, od nje „de la ea”, od nas „de la noi”, od vas „de la voi/dumneavoastră”, od njih „de la ei/ele”.
Pronume folosite numai ca atare sunt și cele interogative corespunzătoare lui cine și ce, precum și cele nehotărâte și negative derivate de la acestea. Și aceste pronume au forme de genitiv asemănătoare cu ale adjectivelor masculine: od koga „de la cine”, od čega „de la ce”, od nikoga „de la nimeni”.
Exemple cu alte pronume/adjective pronominale: mojeg(a) sau mog brata „fratelui meu”, naših „alor noștri”, ove „acestei(a)”, kojih „căror(a)”.
Numeralele au de asemenea formă de genitiv, ca a adjectivelor, pentru cifra unității și pentru numeralele ordinale [jednog(a) „unui(a)”, jedne „unei(a)”, drugog(a) „celui de-al doilea”, druge „celei de-a doua”], și specifice pentru numeralele cardinale până la „patru”: dvaju „celor doi”, dveju „celor două”, triju „celor trei”, četiriju „celor patru”.
În BCMS, valorile semantice ale genitivului sunt mai multe decât în română, prin urmare și folosirea sa este mai extinsă. În afara genitivului posesiv, subiectiv, obiectiv și partitiv, genitivul fără prepoziție mai poate fi și de alte tipuri. Cuvintele care le reprezintă pot fi nu numai atribute, ci și alte părți de propoziție:
- genitiv explicativ: znak dobre volje „semn de bunăvoință”;
- genitivul jocului: igrati se mačke i miša „a se juca de-a pisica și șoarecele;
- Genitivul slav, numit astfel fiindcă este propriu limbilor slave, exprimă funcția de complement direct: Ne treba nam hljeba „Nu ne trebuie pâine”.
- Genitivul temporal este al unei sintagme adjectiv + substantiv sau substantiv + adjectiv, această sintagmă fiind un complement de timp: svakog mjeseca „în fiecare lună”, godine devetstote „în anul 900”.
- Genitivul însușirii este tot al unei sintagme adjectiv + substantiv, cu funcție de atribut: mladić duge kose „tânăr cu părul lung”.
- Genitivul ablativ exprimă un complement indirect al unui verb care exprimă separarea, îndepărtarea, privarea de ceva, sau o idee similară: osloboditi se trema „a se elibera de emoții”, čuvati se prehlade „a se feri de răceală”.
- Genitivul originii este al unei sintagme care poate fi nume predicativ sau atribut: On je roda plemenita (substantiv + adjectiv) „El este de neam nobil”, Bili su slovenskoga porijekla (adjectiv + substantiv) „(Ei) erau de origine slavă”.
- Genitivul meritului exprimă un complement indirect care indică ce merită cineva sau ceva, fiind al unui adjectiv cu sensul, „demn” sau al unui verb cu sensul „a merita”: dostojan poštovanja „demn de respect”, To bi vrijeđelo truda „Ar merita osteneala”.
- Genitivul saturației sau lipsei exprimă de ce s-a săturat sau plictisit cineva, respectiv ce îi lipsește cuiva, în sens propriu ori figurat: Sit sam svega „Sunt sătul de toate acestea”, gladan hljeba „flămând de pâine”, žedan slave „însetat de glorie”.
- Genitivul emfatic se folosește în exclamații care exprimă uimirea, exaltarea etc.: Čudna mi čuda! „Minunea minunilor!”
- Genitivul jurământului este cel al cuvântului care exprimă pe ce se jură, cuvântul care îl numește pe cel la care se referă jurământul fiind la cazul dativ: Duše mi! „Pe sufletul meu!”

În aceste limbi, genitivul se folosește cu cele mai multe prepoziții, exprimând multe feluri de complemente indirecte și circumstanțiale. Ca elemente de legătură poate fi vorba de:
- prepoziție primară simplă: Tu je opisan život jednoga slikara od rođenja do smrti „Aici este descrisă viața unui pictor de la naștere până la moarte”[12];
- prepoziție primară compusă din două prepoziții simple separate: Meni je njega već do preko glave „Eu m-am săturat deja de el până peste cap”[13];
- prepoziție cuvânt compus din două prepoziții simple: Između nas je sve gotovo „Între noi totul s-a sfârșit” (između = iz „din” + među „între”)[14];
- prepoziție cuvânt compus dintr-o prepoziție și un substantiv la origine regent de atribut în genitiv: Skoči savrh stijene „Sare de pe stâncă” (savrh = sa „de pe” + vrh „vârf”)[15];
- prepoziție prin conversiune din adverb: Park je blizu moje kuće „Parcul este aproape de casa mea”[16];
- prepoziție prin conversiune din substantiv la nominativ: Kraj ceste je rasla velika lipa „La capătul drumului creștea un tei mare”[17];
- prepoziție prin conversiune din substantiv la instrumental: Krug se crta pomoću šestara „Cercul se desenează cu ajutorul compasului”[16].

## În limba engleză
Limba engleză este una în care din declinarea substantivului s-a păstrat numai genitivul cu desinența -s din engleza veche. De aceea, termenul genitive se întâlnește și în unele gramatici ale englezei. Acest procedeu sintetic este în concurență cu unul analitic, constând din sintagma prepoziția of + substantiv fără desinență. Folosirea desinenței este limitată în general la substantivele nume de persoane și de animale comune și proprii, precum și la nume proprii geografice și unele comune de locuri, instituții, întreprinderi sau publicații. Construcția cu prepoziție este de regulă pentru substantivele comune nume de inanimate. Uneori este posibilă numai construcția cu desinență (ex. your father's car „mașina tatălui tău”), alteori numai cea cu prepoziție (the beginning of the term „începutul perioadei”), dar de multe ori sunt posibile ambele. Exemple:
my friend's name = the name of my friend „numele prietenului meu”;
Scotland's rivers = the rivers of Scotland „râurile Scoției”;
the company's head office = the head office of the company „direcțiunea firmei”;
the magazine's political views = the political views of the magazine „opiniile politice ale revistei”.
În cazul substantivelor cu morfemul de plural -s, desinența de genitiv se confundă cu acesta și se marchează în scris cu un apostrof: the customers' car park „parcarea clienților”.
În construcțiile de mai sus, regentul atributului este determinat hotărât. Într-o construcție în care regentul este determinat nehotărât se folosesc concomitent ambele procedee: a coat of Julia's „un mantou de-al Juliei”.

## Exprimarea relației de posesie în alte limbi

### În limba franceză
Ca limbile romanice în general, în afara românei, franceza este lipsită de declinare, prin urmare și de cazul genitiv exprimat prin desinențe. Acesta are drept echivalentul cel mai frecvent substantivul la singular sau la plural cu prepoziția de, cu varianta d’ înaintea unei vocale. Prepoziția apare de cele mai multe ori ca atare (les tragédies de Racine „tragediile lui Racine”, la porte de ma sœur „ușa surorii mele”, la viande de ce cheval „carnea acestui cal”), dar se contopește cu articolele hotărâte le (masculin singular) și les (masculin și feminin plural): la maison du berger „casa” ciobanului”, la maison des bergers „casa ciobanilor”.
O prepoziție mai rar folosită este à, mai ales cu formele accentuate ale pronumelor personale, pentru a exprima posesorul prin nume predicativ (Cette maison est à nous „Casa asta e a noastră”) sau prin atribut, când regentul are articol nehotărât: un ami à moi „un prieten de-al meu”. Prepoziția à + pronume personal se mai folosește și pentru scoaterea în evidență a persoanei posesorului: son honneur à lui „onoarea lui” (nu a altcuiva).

### În limba maghiară
Maghiara este o limbă cu declinare relativ dezvoltată, dar în general nu se ia în seamă și un caz numit genitiv. Posesorul se poate exprima prin mai multe procedee. Unul din acestea este cu substantivul la care se adaugă sufixul -é, care nu este desinență, putând fi urmat de alt sufix și/sau de o desinență cazuală. Acest sufix se referă la obiectul posedat. Se folosește când posesorul este în funcția de nume predicativ, ex. Ezek a könyvesboltok az egyeteméi „Aceste librării sunt ale universității”. În alte funcții ale substantivului cu acest sufix (subiect etc.), acesta se referă la obiectul posedat exprimat mai înainte în context: Ma minden könyvesbolt zárva van. Az egyetemé nyitva van „Azi toate librăriile sunt închise. (Cea) a universității este deschisă”.
În altă construcție, posesorul este atribut substantival exprimat la nominativ, iar obiectul posedat este prevăzut cu un sufix personal posesiv echivalent cu adjectivul posesiv din română, ex. a kórház orvosa „medicul spitalului” (literal articol hotărât + spital + medic-său). Echivalentă cu această construcție este cea cu posesorul în cazul dativ, în care între cei doi termeni intervine totdeauna un determinant abstract (articol, adjectiv pronominal): a kórháznak az orvosa „medicul spitalului”. Posesorul în dativ este obligatoriu în unele situații, de exemplu când este ultimul dintr-o înlănțuire de posesori: Pista nagyapja barátjának a kutyája „câinele prietenului bunicului lui Pista”. Din cauza folosirii posesive a desinenței de dativ, există lingviști de părere că și maghiara are cazul genitiv, marcat cu desinența -nak/-nek (comună cu dativul) sau zero (comună cu nominativul).